# مريم النحاس
مريم بنت جبرائيل نصر الله نحاس (1859 – 1888) كاتبة وناشطة عربية، ترعرعت في بيروت. 

## حياتها
درست في المدارس الإنكليزية السورية مدة ثمان سنوات بين خارجية وداخلية، فتعلمت اللغتين العربية والإنكليزية مع التاريخ والجغرافيا والحساب والبيانو، وجميع أشغال الإبرة واليد.
Ükmjkk
كتبت مريم النحاس معجم السير الذاتية للنساء (معرض الحسناء في تراجم مشاهير النساء) والذي يضم السير الذاتية لبعض مشاهير النساء  تم إصدار المجلد الأول عام 1879والذي تم إهدائه لراعية الكتاب الاميرة شيشمت هانم زوجة إسماعيل باشا الثالث، أما مسودة الطبعة الثانية فقد فُقدت في الاضطرابات التي تبعت الثورة العرابية.
,b.  L.A. ideals

## حياتها الخاصة
في 14 نوفمبر سنة 1872م تزوجت وهي في سن السادسة عشر من نسيم نوفل، في المركز الصيفي في جبل لبنان؛ إذ كان والدها وقرينها المذكوران من متوظفي الحكومة اللبنانية، وكانت ابنتها هي الصحفية هند نوفل. انتقل الزوجان للعيش في الإسكندرية .